# Socialistische Internationale (1951)
De Socialistische Internationale is een wereldwijd vertakte organisatie van sociaaldemocratische en arbeiderspartijen. De organisatie werd in juni 1951 opgericht, en heeft haar hoofdkantoor in Londen. Het symbool van de organisatie is een gesloten rechterhand, die een rode roos vasthoudt. Onder andere de Belgische Parti Socialiste is lid van de organisatie; onder andere Vooruit en de Nederlandse Partij van de Arbeid zijn ex-leden.

## Geschiedenis
De voorlopers van de Socialistische Internationale waren de Tweede Internationale, die werd opgericht in 1889 en opgeheven op de vooravond van de Eerste Wereldoorlog in 1914, en de Socialistische Arbeidsinternationale, die werd opgeheven in 1940 bij de start van de Tweede Wereldoorlog.
Tijdens de jaren na de Tweede Wereldoorlog, had de Socialistische Internationale tot doel om democratische partijen te helpen zich te herstellen. Dit gebeurde onder andere in Portugal (1974) en Spanje (1975) toen in deze landen de dictatuur viel. Tot 1976 had de organisatie maar weinig leden buiten Europa, en geen formele betrokkenheid bij Latijns-Amerika.
Sinds de vorming van de Progressive Alliance in 2013 hebben verschillende partijen zich afgescheurd van de SI.

## Voorzitters
- Morgan Phillips 1951-1957
- Alsing Andersen 1957-1962
- Erich Ollenhauer 1963
- Bruno Pittermann 1964-1976
- Willy Brandt 1976-1992
- Pierre Mauroy 1992-1999
- António Guterres 1999-2005
- Giorgos Papandreou 2006-heden

### Erevoorzitters
- Pierre Mauroy
- Ruben Berrios Martinez
- Philippe Busquin
- Alan García
- Anita Gradin
- Elazar Granot
- Anker Jørgensen
- Neil Kinnock
- Enrique Silva Cimma
- Mário Soares
- Hans-Jochen Vogel

## Leden
- Albanië – Partia Socialiste e Shqipërisë, Partia Socialdemokrate e Shqipërisë
- Algerije – Front des Forces socialistes
- Andorra – Partit Socialdemòcrata
- Angola – Movimento Popular de Libertação de Angola
- Argentinië – Partido Socialista, Unión Cívica Radical
- Armenië – Haj Heghapochakan Daschnakzuzjun
- Aruba – Movimiento Electoral di Pueblo
- Australië – Australian Labor Party
- Azerbeidzjan – Azerbeidzjaanse Sociaal-Democratische Partij
- Barbados – Barbados Labour Party
- België – Parti Socialiste
- Bolivia – Movimiento de la Izquierda Revolucionaria Nueva Mayoría
- Bosnië-Herzegovina – Socijaldemokratska Partija BiH, Savez nezavisnih socijaldemokrata
- Brazilië – Partido Democrático Trabalhista
- Bulgarije – Balgarska Sozialistitscheska Partija, Partija Balgarski Sozialdemokrati
- Burkina Faso – Congrès pour la Démocratie et le Progrès
- Chili – Partido por la Democracia, Partido Socialista de Chile, Partido Radical Social Demócrata
- Colombia – Partido Liberal Colombiano
- Costa Rica – Partido Liberación Nacional
- Cyprus – Kinima Sosialdimokraton, Republikeinse Turkse Partij, Toplumcu Demokrasi Partisi
- Duitsland – Sozialdemokratische Partei Deutschlands
- Dominicaanse Republiek – Partido Revolucionario Dominicano
- Ecuador – Izquierda Democrática
- Egypte – Hizb al Dimuqratiyah al Wataniyah
- Equatoriaal Guinea – Convergencia para la Democracia Social
- Estland – Eesti Sotsiaaldemokraatlik Erakond
- Finland – Suomen Sosialidemokraattinen Puolue
- Frankrijk – Parti Socialiste
- Ghana – National Democratic Congress
- Griekenland – Panellínio Sosialistikó Kínima
- Groot-Brittannië – Labour Party
- Guatemala – Nationale Eenheid van de Hoop
- Guinee – Rassemblement du Peuple de Guinée
- Haïti – Parti Fusion des Sociaux-Democrates Haitiens
- Hongarije – Magyar Szocialista Párt, Magyarországi Szociáldemokrata Párt
- India – Congrespartij
- Ierland – Irish Labour Party
- Israël – Awoda, Meretz-Jachad
- Italië – Sinistra Democratica, Socialisti Democratici Italiani
- Ivoorkust – Front Populaire Ivorienne
- Jamaica – People's National Party
- Japan – Shakai Minshutō
- Kaapverdië – Partido Africano da Independência de Cabo Verde
- Kameroen – Social Democratic Front / Front Social Démocrate
- Kroatië – Socijaldemokratska Partija Hrvatske
- Libanon – Al-Hizb at-taqadummi al-ischtiraki, Haj Heghapochakan Daschnakzuzjun
- Litouwen – Lietuvos Socialdemokratų Partija
- Luxemburg – Lëtzebuerger Sozialistesch Arbechterpartei
- Macedonië – Socijaldemokratski Sojuz na Makedonija
- Maleisië – Parti Tindakan Demokratik
- Mali – African Party for Solidarity and Justice
- Malta – Malta Labour Party / Partit Laburista
- Marokko – Union Socialiste des Forces Populaires
- Mauritanië – Assembly of Democratic Forces
- Mauritius – Parti Travailliste, Mouvement Militant Mauricien
- Mexico – Partido Revolucionario Institucional, Partido de la Revolución Democrática
- Moldavië – Partidul Democrat din Moldova
- Mongolië – Mongolyn Ardyn Xuw'sgalt Nam
- Montenegro – Socijaldemokratska Partija Crne Gore
- Mozambique – FRELIMO
- Namibië - Swapo
- Nepal – Nepali Congress
- Nieuw-Zeeland – New Zealand Labour Party
- Nicaragua – Frente Sandinista de Liberación Nacional
- Niger – Parti Nigérien pour la Démocratie et le Socialisme
- Noord-Ierland – Social Democratic and Labour Party
- Noorwegen – Arbeiderpartiet
- Oostenrijk – Sozialdemokratische Partei Österreichs
- Panama – Partido Revolucionario Democrático
- Pakistan – Pakistanische Volkspartei
- Palestina – Fatah
- Paraguay – Partido Revolucionario Febrerista
- Peru – Partido Aprista Peruano
- Portugal – Partido Socialista
- Puerto Rico – Partido Independentista Puertorriqueño
- Roemenië – Partidul Social Democrat
- San Marino – Partito dei Socialisti e dei Democratici
- Senegal – Parti Socialiste du Sénégal
- Slowakije – SMER – sociálna demokracia
- Slovenië – Socialni demokrati
- Spanje – Partido Socialista Obrero Español
- Tsjechië – Česká strana sociálně demokratická
- Tunesië – Democratisch Forum voor Arbeid en Vrijheid
- Turkije – Cumhuriyet Halk Partisi
- Uruguay – Partido Socialista del Uruguay, Nuevo Espacio
- Venezuela – Acción Democrática
- IJsland – Samfylkingin
- Zuid-Afrika – Afrikaans Nationaal Congres
- Zweden – Socialdemokraterna
- Zwitserland – Sozialdemokratische Partei der Schweiz / Parti socialiste suisse

## Geassocieerde partijen
- Burundi – Frodebu
- Cyprus – Cumhuriyetçi Türk Partisi-Birleşik Güçler
- Dominica – Dominica Labour Party
- Fiji – Fiji Labour Party
- Filipijnen – Akbayan Citizens' Action Party, Partido Demokratiko-Sosyalista ng Pilipinas
- Gabon – Parti Gabonais du Progrès
- Ghana – National Democratic Congress
- Groenland – Siumut
- Guatemala – Convergencia Social Demócrata
- Mali – Rassemblement Pour le Mali
- Montenegro – Demokratska Partija Socijalista Crne Gore
- Oekraïne – Sozialistytschna Partija Ukrajiny , Ukrajinska Sozial-Demokratytschna Partija
- Oost-Timor – FRETILIN
- Palestijnse Gebieden – Al-Fatah
- Paraguay – Partido País Solidario
- Rusland – Rechtvaardig Rusland
- Servië – Demokratska Stranka, Socijaldemokratske partija
- Saint Kitts en Nevis – St. Kitts-Nevis Labour Party
- Saint Lucia – St. Lucia Labour Party
- Saint Vincent en de Grenadines – Unity Labour Party
- Togo – Convention Démocratique des Peoples Africains
- Tunesië – Forum Démocratique pour le Travail et les Libertés
- Venezuela – Movimiento al Socialismo
- Wit-Rusland – Wit-Russische Sociaaldemocratische Partij (Volksassemblée)

## Waarnemers
- Botswana – Botswana National Front
- Bulgarije – Političesko Dviženie Socialdemokrati
- Colombia – Polo Democrático Alternativo
- Congo-Kinshasa – Union pour la Démocratie et le Progrès Social
- Haïti – Organisation du Peuple en Lutte
- India – Janata Dal (Secular)
- Irak – Yaketi Niştimanî Kurdistân
- Iran – Hîzbî Dêmokiratî Kurdistanî Êran
- Jemen – Hizb al-Ishtirakiya al-Yamaniya
- Jordanië – Hizb al-Yasar al-Dimuqrati
- Mauritanië – Rassemblement des Forces Démocratiques
- Namibië - Congress of Democrats
- Turkije – Democratische Regio Partij (voorheen de in 2009 verboden voorganger Democratische Samenlevingpartij)
- Centraal-Afrikaanse Republiek – Front Patriotique pour le Progrès

## Oud-leden
- België – Vooruit (2017)[1]
- Tunesië – Rassemblement constitutionnel démocratique (na de Jasmijnrevolutie in 2011 geroyeerd)
- Verenigde Staten – Democratic Socialists of America (zegde in 2017 het lidmaatschap op)